# Агентство національної безпеки
Агентство національної безпеки (АНБ), (англ. National Security Agency (NSA)) — агентство криптологічної розвідки Сполучених Штатів Америки. АНБ є частиною Міністерства оборони США і відповідає за збір та аналіз іноземної розвідувальної інформації та за захист інформаційних систем і комп'ютерних мереж уряду США. Агентство було створено 4 листопада 1952 року указом президента США Гаррі Трумена. АНБ є складовою частиною системи безпеки країни разом з ЦРУ та іншими агентствами, однак на відміну від ЦРУ не займається використанням агентів в інших країнах. Згідно з федеральним законом, діяльність агентства обмежена збором та моніторингом іноземної розвідувальної інформації, однак з'являлися численні підозри у використанні агентства для збору інформації також і у США.

## Історія створення
АНБ виникло на основі декількох розвідувальних відомств США, які займалися збором інформації, прослуховуванням та розшифровкою кодів супротивника під час Другої світової війни. Ці організації мали вже певний досвід у розшифровці німецьких та японських секретних кодів, включаючи «Enigma» (у співробітництві з британською розвідкою) і коду «97», в рамках операції «Venona», яка передбачала розшифровку радянських кодів під час Холодної війни.
АНБ є наступником АБЗС (англ. Armed Forces Security Agency — Агентство безпеки збройних сил) в складі міністерства оборони США. Агентство було засноване 20 травня 1949 року і знаходилося під безпосереднім керівництвом Об'єднаного комітету начальників штабів США. 4 листопада, 1952 року президент Гаррі Трумен своїм указом створив АНБ шляхом реорганізації АБЗС.
Місія АНБ була окреслена Директивою ради національної розвідки № 6, відповідно до потреб та наказів голови національної розвідки США (до 2004 року цю посаду обіймав директор Центрального розвідувального управління). Хоча адміністративно АНБ відноситься до міністерства оборони, агентство надає послуги всім розвідувальним службам країни, як цивільним так і військовим.

## Судова справа
У червні 2013 року програміст, колишній працівник ЦРУ та АНБ Едвард Сноуден повідомив, що спецслужби США «прослуховують» трафік між серверами. Після цього Twitter, Facebook, Вікіпедія й багато інших ресурсів перейшли на безпечний протокол https.
У березні 2015 року засновник Вікіпедії Джиммі Вейлз та виконавчий директор Фонду Вікімедіа Ліла Третікова повідомили, що подають в суд на Агентство національної безпеки через стеження за користувачами Вікіпедії. Як повідомив виконавчий директор «Вікімедіа РУ» Стас Козловський, Фонд Вікімедіа — єдиний, хто ще й подав до суду на АНБ. Декілька років збирали докази від потерпілих. У серпні 2015 суд ще не завершено.